# Gawrony (SIMC 0269370)
Gawrony alias „Gawrony Sprowskie” – kolonia w Polsce położona w województwie świętokrzyskim, w powiecie jędrzejowskim, w gminie Słupia.
W latach 1975–1998 miejscowość administracyjnie należała do województwa kieleckiego.
Kolonia Gawrony od południa graniczy ze wsią Sprowa.